# Dmitri Y. Tarásov
Dmitri Yevgenyevich Tarásov (en ruso: Дмитрий Евгеньевич Тарасов; Jabárovsk, 13 de febrero de 1979-Jabárovsk, 14 de junio de 2023) fue un jugador de hockey sobre hielo ruso, se desempeñaba como delantero y jugó más notablemente para el Amur Khabarovsk en la Liga Continental de Hockey. Sirvió como el capitán para el club.

## Carrera
Tarásov comenzó su carrera en la antigua Superliga rusa con el Amur Khabarovsk. El equipo descendió a la Vysshaya Khokkeynaya Liga en 2004, pero Tarásov siguió jugando para ellos hasta 2006 cuando se unió a Salavat Yulaev Ufa. Después de dos temporadas, Tarasov se unió al HC Dynamo Moscow y se mudó al Spartak de Moscú durante la temporada 2008-2009.
Tarasov luego regresó a su club original Amur Khabarovsk y sirvió cinco temporadas como capitán del equipo. Firmó una extensión de un año para continuar en Khabarovsk el 10 de julio de 2015.